# Felipe Fernández del Paso
Felipe Fernández del Paso (México D. F., 21 de enero de 1966) es un director de teatro y cine, escenógrafo, diseñador de producción y escritor mexicano. Realizó el diseño de producción de la película Frida, dirigida por Julie Taymor y protagonizada por Salma Hayek, trabajo que le valió el premio al Mejor Trabajo de Arte para una película de la Fundación de Mimo Rotella en el Festival Internacional de Cine de Venecia, el galardón a Mejor Dirección de Arte por Las Vegas Film Critics Society, el Premio a la Excelencia otorgado por el American Film Institute así como la nominación al Óscar por mejor Dirección de Arte.[cita requerida]

## Carrera

### Estudios
Estudió Derecho en el ITAM y posteriormente cursó el programa general de estudios cinematográficos en el Centro de Capacitación Cinematográfica (CCC) del Centro Nacional de las Artes. Su primer trabajo en el cine fue en Como agua para chocolate como director de reparto y asistente del productor.

### Dirección de arte
Como director de arte y decorador creó  los escenarios para las cintas Pistolero y From Dusk Till Dawn (Del Crepúsculo al Amanecer) del cineasta Robert Rodríguez. La excelencia de su trabajo le llevó a colaborar con el cineasta John Sayles en los largometrajes Men with Guns y Casa de los babys –cinta protagonizada por Daryl Hannah, Mary Steenburgen, Lili Taylor, Marcia Gay Harden y Rita Moreno—; en ambas, realizó la dirección de arte, lo que le valió una vez más el reconocimiento de la crítica especializada.

### Artes escénicas
Su incursión en las artes escénicas como director y escenógrafo incluye obras de teatro como El graduado en México y Argentina y el musical Cabaret, el cual realizó una gira  después de dos años y más de seiscientas representaciones en el Teatro de los Insurgentes. Realizó el diseño de escenografía y dirección del musical de Broadway Avenue Q.
En el campo de la Ópera y la danza, destaca su colaboración con Robert Wilson como director del workshop del centro de creación artística «The Watermill Center» en Long Island, Nueva York.

### Televisión
En televisión colaboró en la Gala de mujeres asesinas 2 como diseñador y director escénico. También ha diseñado los platós de transmisiones del Mundial de Sudáfrica 2010 y los Juegos Olímpicos Londres 2012 para Azteca. Dirigió los musicales y cortometrajes de color de Londres 2012 también para Azteca. Ha colaborado con Robert Wilson, Damien Rice y Prince.

### Literatura
Su primera novela La culpa es del espejo, publicada bajo el sello editorial Planeta, se encuentra en su octava edición. Que dios se equivoque, su segunda novela, también ha sido publicada bajo el mismo sello editorial.

### Otros proyectos
Diseñó el bar «Blackout» y creó el concepto de un cabaret y salón de baile: «Amapola» del cual fue director artístico y para el cual creó diversos espectáculos.
Perteneció al consejo editorial de revistas como Estilo México y Dónde ir. Algunos de sus textos han sido publicados en periódicos y revistas. Tiene un blog en el Huffington Post España y en el Huffington Post Voces.
Ha sido invitado como conferencista al Tec de Monterrey, a la Universidad Iberoamericana, al Art Center College of Design de Pasadena (California), y a la Tisch school of the Arts de la Universidad de Nueva York. Impartió la materia de Diseño de Producción en CENTRO.
Ha sido embajador de marcas como Johnnie Walker (caminando con gigantes) y Cuervo Centenario, embajador de Alberta para Canadá. Fue escogido por American Express como uno de los emprendedores del 2012 y por Mont Blanc como jurado del premio Mecenas.[cita requerida]  Ha diseñado la  imagen de la campaña de Sanborns «Leas donde leas».
Realizó la dirección creativa y escénica así como el diseño del segmento de Cultura Popular para el desfile de los festejos del bicentenario de la Independencia de México, con invitadas como Daniela Romo, Eugenia León, Bianca Marroquín, Neiffe Peña y Heidy Infante.

## Colaboraciones
Colaboró en más de treinta videos de artistas como Paulina Rubio, Alejandra Guzmán, Thalía, Emmanuel, Kabah, Caifanes, Café Tacuba entre otros. Ha dirigido espectáculos con artistas como:  Paulina Rubio, Tania Libertad, Eugenia León, Lila Downs y Daniela Romo.

## Filmografía
| Película | Crédito                    | Director         | Productor                                                        | Reparto | Diseño de producción | Cinematografía     |
| --- | -------------------------- | ---------------- | ---------------------------------------------------------------- | --- | -------------------- | ------------------ |
| CASA DE LOS BABYS Blue Magic Pictures, IFC 2002 Acapulco, México                                                           | Production Designer        | John Sayles      | Lemore Syvan                                                     | Daryl Hannah, Mary Steenburgen, Marcia Gay Harden, Rita Moreno, Lily Taylor, Maggie Gylenhall, Susan Lynch |                      |                    |
| FRIDA Miramax, 2001 San Luis Potosí, Puebla, México                                                                        | Production Designer        | Julie Taymor     | Sarah Green, Harvey Weinstein                                    | Salma Hayek, Alfred Molina, Geoffrey Rush, Edward Norton, Ahley Judd                                       |                      | Rodrigo Prieto     |
| OPERATION SANDMAN Paramount Television, U.P.N, 1999 Ecatepec,Texcoco, México                                               | Production Designer        | Nelson McCormick | Steve White, José Ludlow                                         | Ron Perlman, John Haymes Newton                                                                            |                      | Larry Blandford    |
| PRIMAL FORCE Paramount Television, U.P.N, 1999 Zihuatanejo, Morelos, México                                                | Production Designer        | Nelson McCormick | Chris Webster, José Ludlow                                       | Ron Perlman, Roxana Zal                                                                                    |                      | Checco Varese      |
| TEXAS BLOOD MONEY From dusk till dawn II Miramax, Dimension Ciudad del Cabo, Sudáfrica                                     | Production Designer        | Scott Spiegel    | Robert Rodriguez, Quentin Tarantino, Lawrence Bender             | Robert Patrick,Bob Hopkins,Dwayne Whitaker, Raymond Cruz, Brett Harrelson                                  |                      | Phil Lee           |
| HANGMAN’S DAUGHTER From dusk till dawn III Miramax,Dimension, 1997 Cape Town, South Africa                                 | Production Designer        | PJ Pesce         | Robert Rodriguez, Quentin Tarantino, Lawrence Bender             | Marco Leonardi, Michael Parks, Sonia Braga                                                                 |                      | Michael Bonvillain |
| MEN WITH GUNS, Perdido, Sony Pictures Classics, 1997 Veracruz, Palenque, México                                            | Production Designer        | John Sayles      | Maggie Renzi Paul Miller                                         | Federico Lupi, Roberto Sosa, Mandy Patimkin                                                                |                      | Slwomir Idziac     |
| THE MASK OF ZORRO Sony Tri-Star, Columbia Pictures Amblin Entertainment., Dreamworks , 1996-1997 Tlaxcala, Hidalgo, México | Set Decorator              | Martin Campbell  | Steven Spielberg,Laurie MacDonald, Walter Parks, Doug Claybourne | Antonio Banderas, Anthony Hopkins                                                                          | Cecilia Montiel      | Phil Meheux        |
| THE WINNER, MDP Alliance., 1995, Las Vegas, Los Ángeles, U.S                                                               | Art Director/Set Decorator | Alex Cox         | Marck Damon, Ken Schwenker                                       | Rebecca DeMornay, Vincent Donofrio, Michael Madsen, Delroy Lindo                                           | Cecilia Montiel      | Dennis Maloney     |
| FROM DUSK TIL DAWN Miramax Film Corp., 1995 Los Ángeles, Barstow, U.S                                                      | Set Decorator              | Robert Rodriguez | Quentin Tarantino, Lawrence Bender, Elizabeth Avellan            | Harvey Keitel, George Clooney, Juliette Lewis, Quentin Tarantino, Cheech Marin.                            | Cecilia Montiel      | Guillermo Navarro  |
| DESPERADO Columbia Pictures, 1994 Ciudad Acuña, México                                                                     | Art Director/Set Decorator | Robert Rodriguez | Bill Borden, Elizabeth Avellan                                   | Antonio Banderas, Salma Hayek, Steve Buscemi                                                               | Cecilia Montiel      | Guillermo Navarro  |

## Premios y distinciones
Premios Óscar
| Año  | Categoría                 | Película | Resultado |
| ---- | ------------------------- | -------- | --------- |
| 2003 | Mejor dirección artística | Frida    | Nominado  |